# 视频弹幕

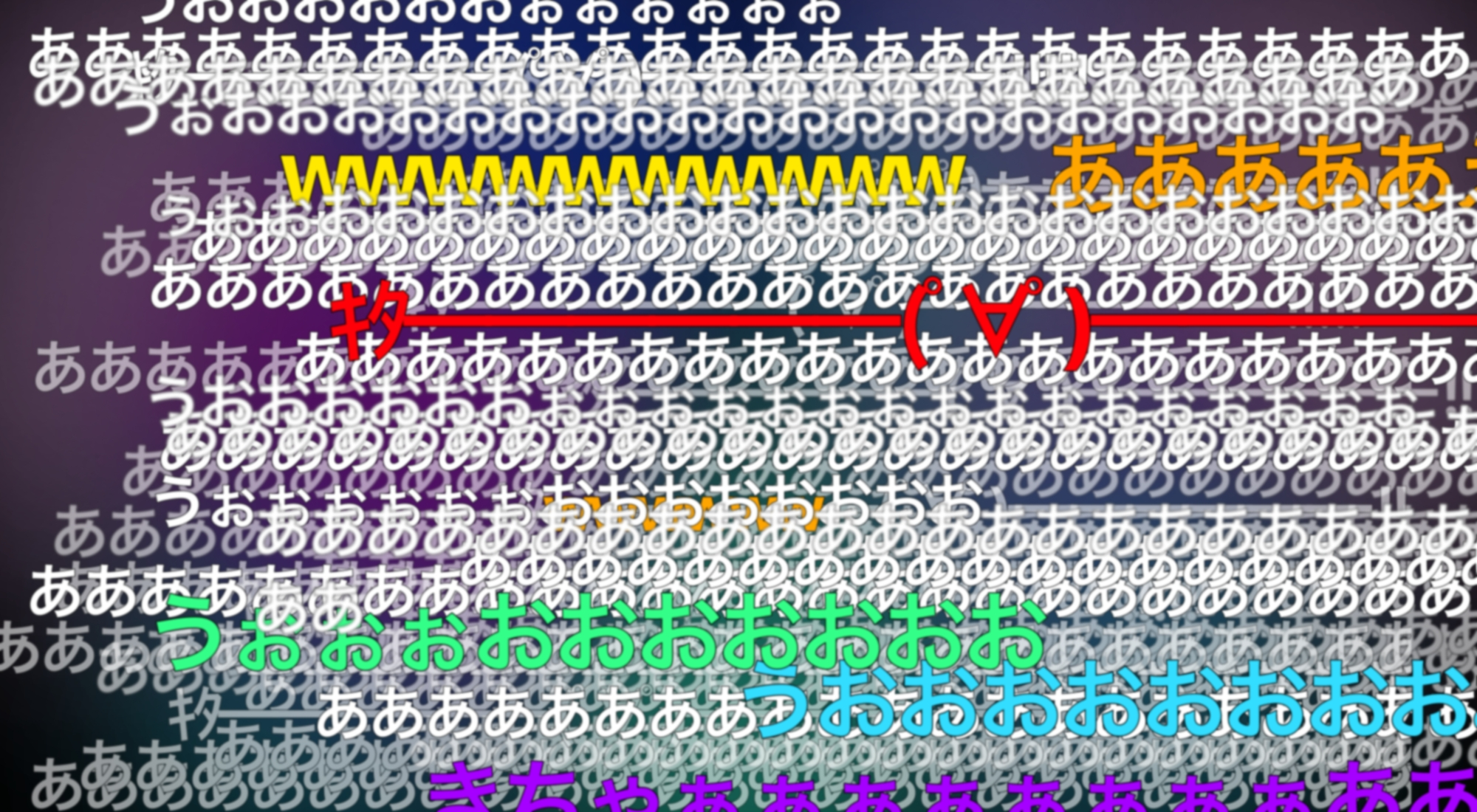
NICONICO动画中的一个视频（标本）

视频弹幕（另稱：影片跑馬燈）是一種起源於日本並盛行於中國大陸的即時字幕評論功能。用戶可在视频分享网站上观看视频時发表评论，而評論將會在影片中特定時間點以滑动字幕形式向所有觀眾显示，从而增加觀眾之间的互动性。其主要发布作品偏向于ACG类的作品，如动画原作、相关音乐或个人演奏、二次创作、同人、MAD、恶搞等作品，也有一些从其他视频分享网站转载而来的作品。

## 词源
“弹幕”一词是中文词语，最早出现在军事领域，是一个炮兵术语，指使用密集火力对某一区域进行轟擊。日文中也有这个词，意思和中文一样，后又沿用到某些射击游戏中。“弹幕”一词被运用到观看视频上，主要来源于一些动漫网站的即時评论系统。在日本，只有当大量相同评论出现于屏幕的时候，人们才把这种状态称为“弹幕”（日语：／ Danmaku），单个或少量的评论飞过则被称为“コメント（也就是comment，注释、评论、意见的意思）”；而这一互动形式传入中国大陆后，由于评论系统使评论从屏幕飘过的效果看上去像是飞行的子弹，所以人们将这种评论出现的效果叫做“弹幕”，有时也指这种形式的评论本身，比如“发一条弹幕”。

## 特点
一般情况，该类网站能允许观看视频者发表评论或感想，但与普通视频分享网站只在播放器下专用点评区显示不同，其会以滑动字幕的方式实时出现在视频画面上，保证所有观看者都能注意到，从而实现观看者间的互动，甚至可以一起表达对作品的赞叹或批评，增加观看乐趣。
由于弹幕功能会严重干擾需要正常观看的用家，而且会对观看者的電腦CPU造成极大的运算压力（尤其特定时间点突发性的大量弹幕），所以絕大部分有提供彈幕功能的影片網站均會提供彈幕開關及過濾功能，以供不能接受彈幕功能的用戶關閉彈幕，或是讓無法應付太多彈幕的用戶減少彈幕數量。但在彈幕文化盛行、用戶普遍接受及喜愛彈幕的地區（如日本及中國大陸），影片或會因內容豐富、幽默的弹幕而更受欢迎。
一些弹幕系统利用脚本语言能提供特定的弹幕形式，如弹幕特定位置出现或消失，控制弹幕弹出速度，弹幕位置等。配合纯色或画面变化较少的视频和特定背景音乐能实现弹幕演示表演。除此之外，在画面底部或顶部固定出现的弹幕也会作为非本地化没字幕视频的字幕使用。

## 发展
2006年，Niconico动画启用在视频屏幕上显示观看者输入的流动评论的功能。
2008年，中国大陆的ACG视频共享网站AcFun引入了该功能，之后bilibili、斗鱼、虎牙、YY、爱奇艺、腾讯视频、优酷、芒果TV等流媒体服务相继加入了这一功能。微信的短视频功能推出后也有相似的功能，之后图文页面中的视频也可以发送弹幕。bilibili的漫画app中也推出了可以在页面中发送评论的相似功能。
由于大量的弹幕会遮挡影片内容，bilibili之后推出了人工智能功能，使得弹幕穿过而不盖住人像。之后还推出了在弹幕中增加视频链接等复杂形式。
在bilibili的社群文化中，出现了通过大量弹幕遮挡画面中“辣眼睛”（视觉效果比较刺激）等画面的文化形式，如通过大量的“保护”弹幕表示对创作者提出的可能引发利益相关者不满内容的支持。还形成了许多互动形式，如针对某一观点进行讨论时，创作者提出“支持X观点的请在弹幕上扣1，支持Y的请扣2”；“请将XXX打在公屏上”及其衍生，比如创作者在视频中说“请将‘保护’打在公屏上”“请将公屏打在保护上”（故意使用错误语序）。
上述软件皆可关闭弹幕。
在台湾推出的巴哈姆特動畫瘋亦有彈幕功能，也可关闭弹幕。。

## 批评
在中国大陆，此类网站被认为由于审核不严，而容易产生恶俗，政治敏感及人身攻击等令人反感的评论。中华人民共和国文化部市场司副司长刘强认为，放纵部分网友恶语相向，恶俗之词在作品中四处弥漫，形成了影响恶劣的连锁互动反应；其称，针对为了让网民参与评论，某些动漫网站设置的“没有对内容进行限制和过滤”的“吐槽”功能，将加大查处力度。

## 网络审查
2019年1月9日，中国网络视听节目服务协会发布了《网络短视频平台管理规范》，规范要求网络短视频平台应当审核视频弹幕，审核通过后才能对公众展示。并且，同日发布的《网络短视频内容审核标准细则》也对弹幕做了详细的规定。

## 注脚
1. ↑  例子 （页面存档备份，存于），在2011月9月26日插入上万条弹幕（可通过下面弹幕数，看出至今弹幕总数），现在已被清除（在弹幕列表下面的弹幕数目看出）
2. ↑  例子 （页面存档备份，存于）, （页面存档备份，存于），基本画面均由弹幕制成
3. ↑  例子 （页面存档备份，存于），旁边弹幕列表中标绿色背景就是被保护的字幕弹幕，其出现为为画面顶部和底部的橙色字
4. ↑  . T客邦. 2016-08-14  [2017-06-27]. （原始内容存档于2017-09-27）.
5. ↑  .   [2015-02-13]. （原始内容存档于2015-02-13）.
6. ↑  .   [2015-02-13]. （原始内容存档于2017-07-18）.
7. ↑  祖薇. . 北青网. 2019-01-09  [2019-01-10].[]
8. ↑  卢扬、郑蕊. . 北京商报 (第4145期). 2019-01-10: 第04版：文化/旅游  [2019-01-10]. （原始内容存档于2019-01-10）.
9. ↑  宋宇晟. . 中国新闻网. 2019-01-09  [2019-01-10]. （原始内容存档于2019-01-10）.
10. ↑  倪伟. . 新京报. 2019-01-09  [2019-01-10]. （原始内容存档于2019-01-10）.